# Gøril Snorroeggen
Gøril Snorroeggen, född 15 februari 1985 i Trondheim, är en norsk tidigare handbollsspelare (vänsternia).
Hon var med och tog OS-guld 2008 i Peking och försvarade guldt vid OS 2012 i London.